# Parker's Weekend
Parker's Weekend è un cortometraggio muto del 1916 diretto da W.P. Kellino.

## Trama
Un uomo ingaggia alcuni ballerini per festeggiare lo zio con un party in un bungalow in riva al fiume.

## Produzione
Il film fu prodotto dalla Homeland.

## Distribuzione
Distribuito dalla Globe, il film - un cortometraggio di 701 metri - uscì nelle sale cinematografiche britanniche nel dicembre 1916.